# Vårdslöshet med hemlig uppgift
Vårdslöshet med hemlig uppgift är ett brott enligt 7 kap. 4 § Tryckfrihetsförordningen (1949:105) och 19 kap. 9 § Brottsbalken (1962:700).
Innebörden av uttrycket "röjer uppgift" ska tolkas så att det som regel ska vara tillräckligt att en handling med hemliga uppgifter har kommit i någon obehörigs besittning. Även vissa andra, närliggande situationer bör omfattas. 
Däremot kan inte varje möjlighet att ta del av en uppgift, som har beretts någon obehörig, medföra att uppgiften skall anses ha röjts. Avgörande för straffansvar bör främst vara om uppgiften har blivit tillgänglig för någon obehörig under sådana omständigheter, att man måste räkna med att den obehörige kommer att ta del av uppgiften, vilket klarlagts i rättsfallet NJA 1991 s.103.
Om någon misstänks för brottet är det Säkerhetspolisen som utreder om brott föreligger.